# Hsu Chih-Ling
Hsu Chih-Ling (1 de septiembre de 1975) es una deportista taiwanesa que compitió en taekwondo.
Ganó dos medallas en el Campeonato Mundial de Taekwondo en los años 1995 y 1997, y una medalla en el Campeonato Asiático de Taekwondo de 1996. En los Juegos Asiáticos de 1998 consiguió una medalla de oro.

## Palmarés internacional
| Representando a China Taipéi |                       |                   |           |
| Campeonato Mundial           |                       |                   |           |
| Año                          | Lugar                 | Medalla           | Categoría |
| 1995                         | Manila (Filipinas)    | Medalla de plata  | –65 kg    |
| 1997                         | Hong Kong (China)     | Medalla de bronce | –65 kg    |
| Juegos Asiáticos             |                       |                   |           |
| Año                          | Lugar                 | Medalla           | Categoría |
| 1998                         | Bangkok (Tailandia)   | Medalla de oro    | –60 kg    |
| Campeonato Asiático          |                       |                   |           |
| Año                          | Lugar                 | Medalla           | Categoría |
| 1996                         | Melbourne (Australia) | Medalla de bronce | –65 kg    |